# لوئیس دلیس
لوئیس دلیس (اسپانیایی: Luis Delís‎؛ زادهٔ ۶ دسامبر ۱۹۵۷) پرتاب‌گر دیسک اهل کوبا بود.
وی در مسابقات کشوری و بین‌المللی در مجموع برندهٔ ۶ مدال طلا، ۱ مدال نقره، ۲ مدال برنز شده‌است.